# Tipula mcdonaldi
Tipula mcdonaldi är en tvåvingeart som beskrevs av Alexander 1975. Tipula mcdonaldi ingår i släktet Tipula och familjen storharkrankar.
Artens utbredningsområde är Taiwan. Inga underarter finns listade i Catalogue of Life.